# Tour de Centocelle
La tour de Centocelle, ou tour Saint-Jean, est une tour médiévale de Rome, située dans l'Agro Romano.

## Structure
Le nom de tour Saint-Jean est dérivé de la basilique Saint-Jean-de-Latran, qui la possédait dans la période du bas Moyen Âge. Elle commence à être connue sous le nom de « torre di Centocelle » (en raison de la présence dans la zone d'une tombe hypogée) uniquement à partir du XVIe siècle, quand elle entre en possession des biens de la famille romaine de Capranica.

## Histoire
La tour faisait partie d'une ferme de la campagne romaine et est datée de la fin du XIIe siècle. Elle conserve encore une hauteur imposante (environ 25 mètres) et son état est relativement bon, en dépit de l'absence de toute intervention de restauration et malgré le bosquet de pins maritimes qui l'entoure, envahi de broussailles.

## Description
On peut apercevoir les fenêtres rectangulaires, avec des encadrements de marbre, surmontés de petits arcs en brique. À l'origine, la tour était également équipée d'un mur de clôture qui a aujourd'hui complètement disparu, mais est encore visible dans les cartes de la Catasto Alessandrino, du XVIIe siècle.